# Districte de Privàs
El Districte de Privàs és un dels tres districtes del departament de l'Ardecha, a la regió d'Alvèrnia-Roine-Alps. Té 7 cantons i 65 municipis. El cap del districte és la prefectura de Privàs.

## Cantons
- cantó de Lo Borg Sant Andiòu
- cantó de Chaumeirac
- cantó de La Vòuta (Ardecha)
- cantó de Privas
- cantó de Ròchamaura
- cantó de Sant Pèire Viala
- cantó de Vivièrs